# Добро пожаловать домой, Роско Дженкинс!
«Добро пожаловать домой, Роско Дженкинс!» (англ. Welcome Home, Roscoe Jenkins) — американская комедия 2008 года с Мартином Лоуренсом в главной роли.

## Сюжет
У родителей успешного шоумена Роско Дженкинса, творческий псевдоним Эр. Джи, пятидесятилетний юбилей свадьбы, который нельзя пропустить, хотя и хочется, ведь отношения с семьей у Эр. Джи не самые лучшие. Собрав вещи Эр. Джи. со своей невестой Бьянкой Киттлс и сыном от прошлого брака, не без некоторых приключений, отправляется к родителям.
Несмотря на успех, которого добился Эр-Джи, отношение родственников к нему не изменилось. Они подтрунивают над ним, всячески третируют и даже бьют. Папа не замечает успехов сына, не принимает его подарки, холоден и строг. Но самый главный враг Роско — его двоюродный брат, сирота, выращенный Дженкинсами, Клайд. Он папин любимчик и вовсю пользуется этим. В детстве он отбил любовь Роско Люсинду и на юбилей приезжает с ней, хотя они лишь друзья. В дополнение Бьянка стравливает Роско с родней.
Кульминацией противостояния Роско с Клайдом становится бег с препятствиями, традиционная забава Дженкинсов. Расталкивая прочих участников, Клайд и Роско рвутся к победе. Ради победы Роско отказывается от помощи сыну. Он побеждает и торжествует, но родственники не разделяют его радости, считая, что он получил победу слишком большой ценой. Следует объяснение, и Роско уезжает, не дождавшись торжества. Но, доехав до аэропорта, он высаживает Бьянку, стерву, которой нужен лишь успех и возвращается на празднование юбилея. Там он мирится с родственниками и танцует с Люсиндой.

## В ролях
- Мартин Лоуренс — Эр. Джи.
- Джеймс Эрл Джонс — папа Дженкинс
- Маргарет Эйвери — мама Дженкинс
- Джой Брайант — Бьянка Киттлс
- Седрик «Развлекатель» — Клайд
- Николь Ари Паркер — Люсинда
- Майкл Кларк Дункан — Отис
- Майк Эппс — Реджи
- Мо'Ник — Бетти

## Сборы
Бюджет фильма составил 35 млн. $. В первые выходные собрал 16,207,730 $ (второе место). В прокате с 8 февраля по 3 апреля 2008, наибольшее число показов в 2,387 кинотеатрах единовременно. За время проката собрал в мире 43,650,785 $ (102 место по итогам года) из них 42,436,517 $ в США (67 место по итогам года) и 1,214,268 $ в остальном мире.